# Paratanus spiniloba
Paratanus spiniloba är en insektsart som beskrevs av Rauno E. Linnavuori och Delong 1977. Paratanus spiniloba ingår i släktet Paratanus och familjen dvärgstritar. Inga underarter finns listade i Catalogue of Life.